# Oedipus Rex
Oedipus Rex is een compositie (W56) in twee aktes naar Sophocles van Igor Stravinsky, door hemzelf een opera-oratorium genoemd, op een libretto van Jean Cocteau, en vertaald in het Latijn door Jean Daniélou, voor twee tenoren, twee bas-baritons, bas, mezzosopraan, verteller, mannenkoor en orkest. Oedipus Rex werd gecomponeerd tussen januari 1926 en maart 1927 in Nice. Het werk, met een lengte van ruim 50 minuten, werd op 30 mei 1927 voor het eerst uitgevoerd in oratoriumvorm door de Ballets Russes in het Théâtre Sarah Bernhardt te Parijs onder leiding van de componist. De eerste uitvoering als opera was op 23 februari 1928 in Wenen.
Het volledig manuscript is in het bezit van de muziekuitgeverij Boosey and Hawkes in New York; de Library of Congress in Washington bezit het manuscript van de zangpartijen.
Oedipius Rex bestaat in twee versies:
- de oorspronkelijke versie uit 1927;
- de herziene versie uit 1948, met een aantal veranderingen, zoals toevoegingen van andere instrumenten, en verbeteringen, met in de gedrukte editie een vertaling van de tekst van de verteller door E.E. Cummings

## Ontstaansgeschiedenis
Oedipus Rex is het eerste meesterwerk uit Stravinsky's neoclassicistische periode, tussen Mavra en The Rake's Progress. Stravinsky zegt in zijn gesprekken met Robert Craft dat hij al in 1920 de behoefte had een grootschalig werk te componeren. Van 1908 (Le Rossignol tot 1923 (Les Noces) werkte Stravinsky altijd aan een theaterwerk; in de periode 1923-1925 bleef zulk werk uit, waarschijnlijk mede door het wegvallen van de band met Diaghilev die meer geïnteresseerd leek te zijn in negentiende-eeuwse Franse opera en opdrachten voor balletten aan jonge Franse componisten zoals Poulenc, Auric, Milhaud en Sauguet.

### Keuze van taal

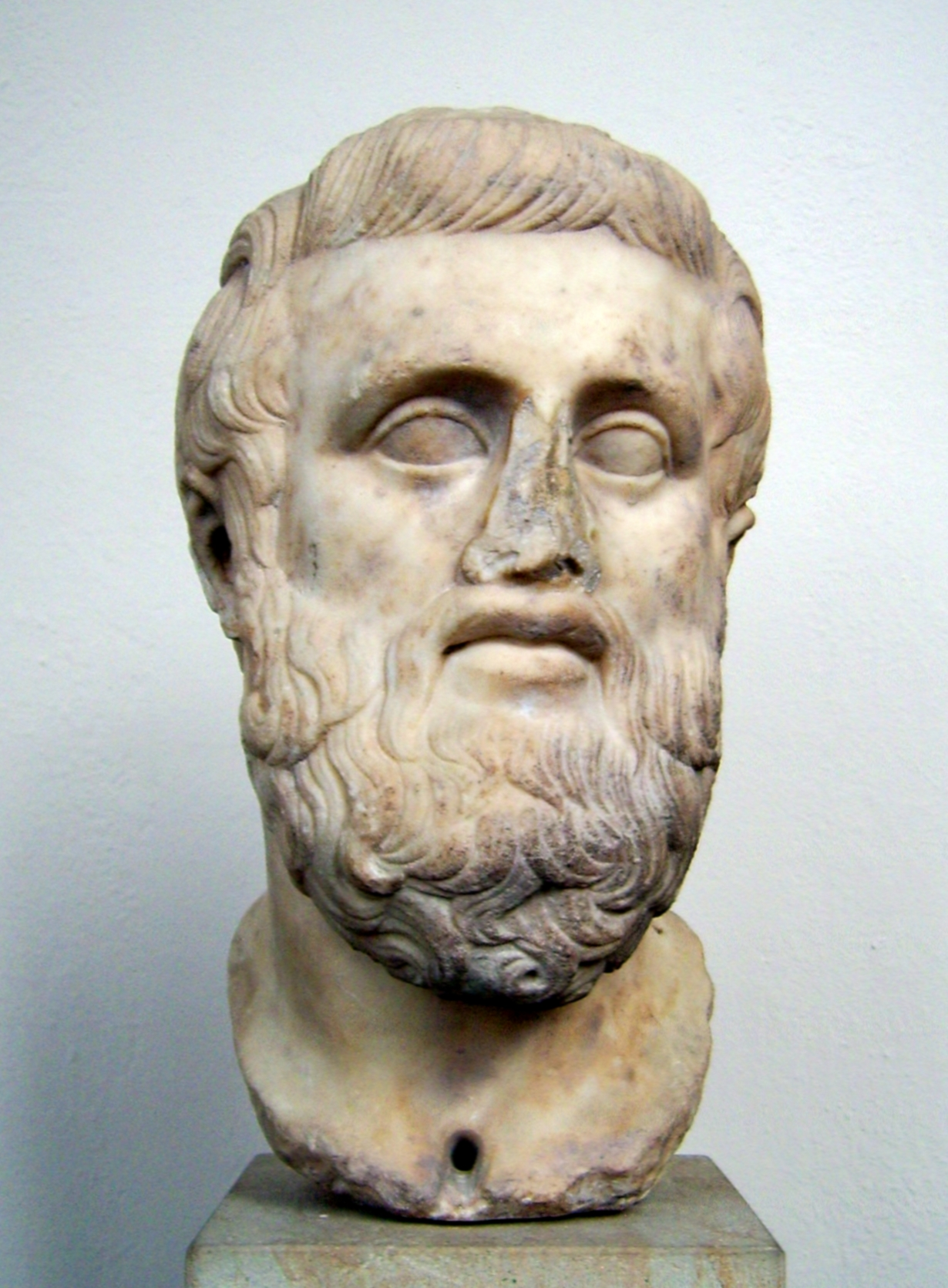
Sophocles

Stravinsky wilde zich bij het schrijven van dat nieuwe werk bedienen van een speciale taal die het sublieme, het volmaakte kon benadrukken. Tijdens zijn terugkeer uit Venetië naar zijn woonplaats Nice stuitte hij in Genua in een boekenstalletje op een werk over Franciscus van Assisi, die zich in bijzondere gevallen bediende van een andere dan zijn moedertaal. Dit voorbeeld deed zijn keus vallen op Latijn, omdat het voordeel daarvan was dat Latijn niet dood was, maar versteend en zo tot een monument gesublimeerd dat het immuun was voor elk gevaar van vulgarisering.

### Keuze van onderwerp
Terug in Nice viel de keus voor het onderwerp van zijn nieuwe compositie op het toneelstuk Koning Oedipus van Sophocles. Stravinsky wilde een universeel verhaal of in elk geval een verhaal dat zo bekend was dat het niet nodig was over de inhoud ervan uit te weiden. "I wished to leave the play, as play, behind, thinking by this to distill the dramatic essence and to free myself for a greater degree of focus on a purely musical dramatization. Various Greek myths came to mind as I considered subjects, and then, almost in automatic succession, I thought of the play that I had loved most in my youth".

## Libretto
Voor het libretto wendde Stravinsky zich tot zijn vriend Jean Cocteau. Zij kenden elkaar al van voor de Eerste Wereldoorlog, maar de door Cocteau gewenste samenwerking was altijd uitgebleven. Cocteaus bewerking van Antigone, eveneens van Sophocles, had Stravinsky's bewondering opgeroepen en hem doen besluiten Cocteau om medewerking te vragen bij het schrijven van zijn nieuwe werk.
Werk aan Oedipus Rex werd onderbroken voor nieuwe revisies aan Le Sacre du printemps in januari 1926 en gevolgd door concertreizen: naar Amsterdam waar hij voor het eerst de Sacre dirigeerde en naar diverse plaatsen in Europa in de zomer van dat jaar voor uitvoeringen van Petroesjka, Le Rossignol, L'Oiseau de Feu en het pianoconcert

### Stravinsky's opzet
Stravinsky's doel was niet een actiedrama, maar een 'stilleven', met het – gezichtloze - koor gezeten in een enkele rij op het toneel; de acteurs-zangers staan op verhogingen en dragen cothurnen (Griekse toneellaarzen) en elke acteur-zanger staat op een andere hoogte achter het koor. Geacteerd zou er in eigenlijke zin niet moeten worden; de enige persoon die over het toneel loopt, is de verteller, om te laten zien dat hij niet direct te maken heeft met de gebeurtenissen van de acteurs-zangers. De acteurs-zangers richten zich uitsluitend in woorden tot elkaar, niet met gebaren; ook kijken zij de andere acteurs-zangers niet aan, maar richten hun blik alleen op het publiek. Er is geen op- en afgaan van de acteurs-zangers; zij blijven onbeweeglijk op het toneel staan. De personages worden tijdens hun aria's verlicht, zoals de Commendatore in Mozarts Don Giovanni; Oedipus staat doorlopend in het zicht, behalve na het 'Lux facta est' als hij zijn masker moet wisselen (NB. Oedipus steekt zich na de onthulling van de ware toedracht de ogen uit). Zijn automutilatie wordt beschreven, niet gespeeld: Oedipus moet niet bewegen. Oedipus Rex is niet een opera waarin de toeschouwer Oedipus en Jocaste ziet, maar waarin monumenten van Oedipus en Jocaste zingen, alsof ze verklaringen afleggen en niet vanuit henzelf zingen, zegt Griffith. Stravinsky gaf als verklaring op de vraag waarom hij een wassenpoppen-opera probeerde te componeren dat hij een afkeer van verismo had. Maar de statische voorstelling was voor Stravinsky vooral een duidelijker manier om de tragedie niet op Oedipus zelf en de andere personages te richten, maar op de 'fatale ontwikkeling' die zich voordoet en die voor Stravinsky de betekenis is van het toneelstuk.

### De samenwerking met Cocteau

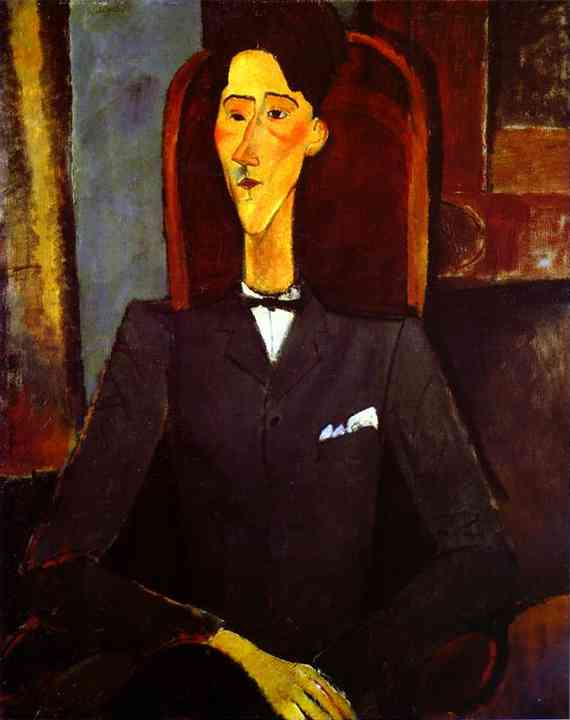
Cocteau, geschilderd door Modigliani

Cocteau was enthousiast over het project, maar minder over het feit dat zijn werk in het Latijn zou worden vertaald, waarvan de keus al voor zijn medewerking was gemaakt. Uiteindelijk liet Stravinsky het libretto tweemaal herschrijven. Daarna werd het werk overgedragen aan de priester Jean Daniélou die het in het Latijn vertaalde. In het begin van 1926 ontving Stravinsky het eerste deel van Oedipus Rex. De bedoeling was dat het voltooide werk een cadeau zou zijn voor Serge Diaghilev ter viering van zijn twintigjarige theateractiviteit.
De spreker was een idee van Cocteau. In 'Dialogues' zei Stravinsky dat hij de verteller eigenlijk verafschuwde omdat het afleidt; bovendien hield hij niet van de teksten van de verteller ('Il tombe, il tombe de haut' – "waar anders vandaan, gezien de zwaartekracht"; 'En nu zult u de beroemde monoloog van Jocaste horen' – "beroemd voor wie?")

## De compositie
Elk van de personages in Oedipus Rex wordt door een verschillende muzikale stijl en archetype weergegeven. Creon als vertegenwoordiger van bombastisch classicisme in de stijl van Meyerbeer, met muzikale academische gemeenplaatsen, Tiresias is plechtig maar niet pompeus zoals Mozarts Commendatore in Don Giovanni, de Boodschappers muziek is die van de kerktoonaarden, verdubbeld door de lijn van de contrafagot met contrapunt als bij Bach, de Herder zingt in een pastoraal 6/8 met heldere chromatische lijnen begeleid door een cor anglais, koningin Iocaste heeft conventionele bravoure operavormen op Verdiaans niveau met recitatieven en da capo's in een briljante vocale stijl, Oedipus neemt elke stijl aan, variërend van oratoriumrecitatieven tot belcanto.

### Rolverdeling en instrumentatie
| Rol                           | stemtype          |
| ----------------------------- | ----------------- |
| Oedipus, koning van Thebe     | tenor             |
| Iocaste, zijn vrouw en moeder | mezzosopraan      |
| Creon, Jocaste's broer        | bas-bariton       |
| Tiresias, waarzegger          | bas               |
| Herder                        | tenor             |
| Boodschapper                  | bas-bariton       |
| Verteller                     | spreekrol         |
| Koor                          | tenoren en bassen |

### Instrumentatie
- houtblazers
  - 3 fluiten, waarvan één piccolo
  - 3 hobo's, waarvan één Engelse hoorn
  - 3 klarinetten, waarvan één esklarinet
  - 3 fagotten, waarvan één contrafagot
- koperblazers
  - 4 hoorns in F
  - 4 trompetten in F
  - 3 trombones
  - 1 tuba
- pauken
- percussie: kleine trom, tamboerijn, bekkens, grote trom
- harp
- piano
- strijkers (violen, altviolen, cello's, contrabassen)

## Productie en uitvoering

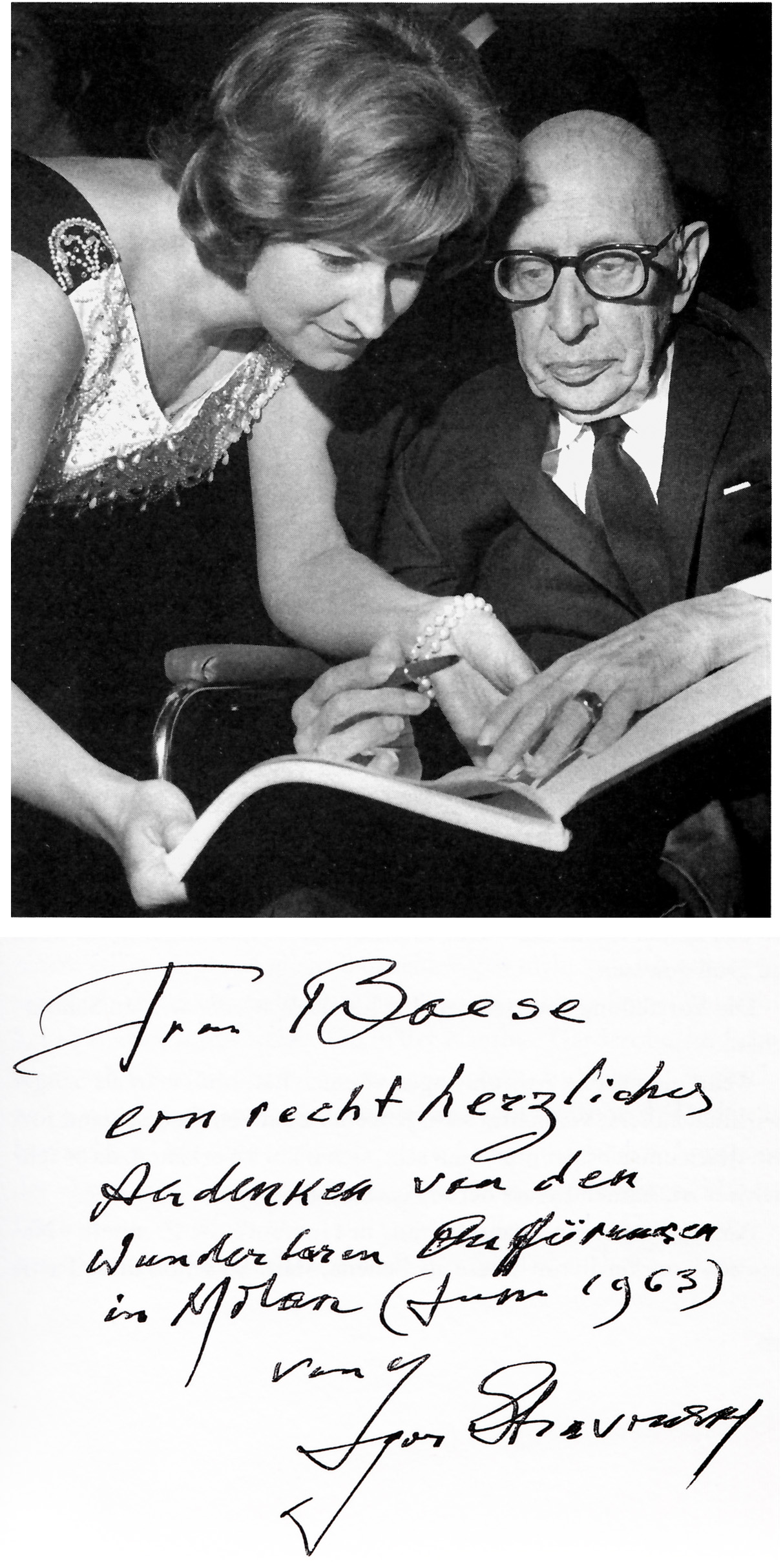
Stravinsky en de sopraan Ursula Boese na een uitvoering van Oedipus Rex op 12 juni 1963 in Milaan

Oedipus Rex was bedoeld als cadeau van Stravinsky en Cocteau voor Diaghilev ter ere van de twintigste verjaardag van zijn theaterwerkzaamheden. Diaghilev werd pas ingelicht toen zijn medewerking noodzakelijk was bij de voorbereiding door Diaghilevs gezelschap. De ontvangst van Oedipus Rex was niet overweldigend positief, noch bij Diaghilev ("Un cadeau très macabre"), noch bij het publiek later dat nauwelijks meer dan beleefd reageerde.
Het werk in productie nemen, en daarmee het maken van dure kostuums, werd door Diaghilevs regisseur Grigoriev zelfs als te extravagant gevonden voor slechts drie of vier uitvoeringen. De keus viel voor Diaghilev daarom op een concertante uitvoering, een ook door de korte tijd die restte voor de hand liggende oplossing. Oedipus Rex is echter een opera en geen oratorium en met een concertante uitvoering verliest het een belangrijk deel van zijn zeggingskracht. Ook Stravinsky zei dat hij de voorkeur aan een scenische uitvoering gaf.

## Oeuvre
Zie het Oeuvre van Igor Stravinsky voor een volledig overzicht van het werk van Stravinsky.

## Geselecteerde discografie
- solisten, Koor en Orkest van de Opera Society of Washington D.C., o.l.v. Igor Stravinsky in de 'Igor Stravinsky Edition' in het deel 'Oratorio - Melodrama' (2 cd's Sony Classical SM2K 46 300)
- solisten, Simon Joly Male Chorus en Philharmonia Orchestra o.l.v. Robert Craft (Naxos, NXS 8557 499)
- solisten, Eric Ericson Kamerkoor en Zweeds Radio Symfonieorkest o.l.v. Esa-Pekka Salonen (Sony Classical, SNYC 48057)
- solisten, Beiers Radiokoor en Beiers Radio Symfonieorkest o.l.v. Colin Davis (Orfeo, ORF 071831)